# Germán Álvarez Beigbeder

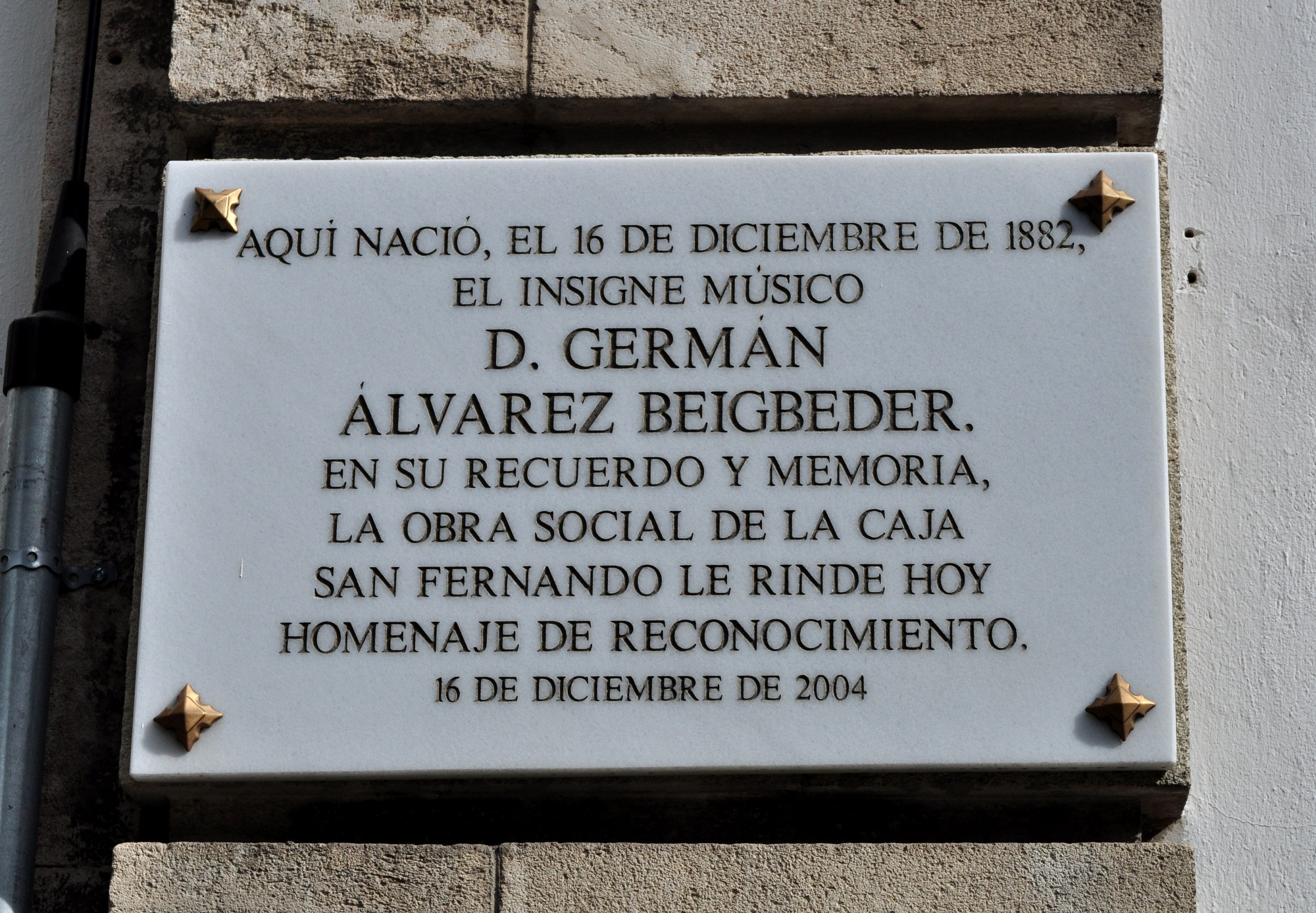
steen op geboortehuis

Germán Álvarez Beigbeder (Jerez de la Frontera, Cádiz, 15 december 1882 – aldaar, 11 oktober 1968), was een Spaans componist, muziekpedagoog en dirigent.

## Levensloop
De moeder van de componist was een Franse pianiste. Álvarez Beigbeder studeerde in Madrid bij Fernández Pacheco, Camilo Pérez Monllor, Bartolomé Pérez Casas, die dirigent was van het Orquesta Filarmónica, en Manuel Manrique de Lara. Hij werd dirigent van militaire kapellen en kreeg later de titel Músico Mayor de la Armada. Nadat hij gestationeerd was in Afrika (1913) en in Ferrol werd hij in 1919 dirigent van de Banda de la Marina del Tercio Sur de San Fernando, Cádiz. In 1930 was hij medeoprichter van de Banda Municipal de Jerez en bleef de volgende 20 jaar in deze functie.
Toen hij terugkwam naar Jerez werd hij professor voor harmonie aan het Conservatorio Odero de Cádiz.
In 1900 begon hij te componeren en schreef een processiemars, Al Pie de la Cruz, die door rond 50 marsen gevolgd werd. In 1922 schreef hij zijn eerste symfonie voor symfonisch orkest. Zijn in 1937 gecomponeerde Stabat Mater werd met groot succes in 1939 in de kathedraal van Sevilla uitgevoerd.
Zijn zoon José María Álvarez Beigbeder, geboren in 1906, was ook een militaire kapelmeester en was tot 1980 dirigent van de Agrupación de Infantería de Marina de Madrid.

## Composities

### Werken voor orkest
- 1922 Sinfonía nº 1 en sol menor
- 1928 Campos jerezanos
- 1936 Coplas a María Santísima de las Angustias - tekst: Fray Gonzalo de Córdoba
- 1937 Stabat Mater
- 1946 Sinfonía nº 2 en mi menor, "Rincón Malillo"
- Caprichos de España, vier dansen voor orkest
- Romances de la Sierra de Cádiz
- Jerez, suite voor gitaar en orkest
- Jerezanos e impresiones Españolas

### Werken voor banda (harmonieorkest)
- 1900 Al pie de la Cruz, marcha procesional
- 1905 Nuestra Señora de la Soledad
- 1906 Virgen de San Gil
- 1907 Mater Desolata
- 1907 Madre del Desconsuelo
- 1907 La Oración de Jesús
- 1907 Memoria Eterna
- 1907 Nuestra Señora del Mayor Dolor
- 1910 Nuestra Señora del Rosario
- 1910 El Santo Patrón
- 1919 Desamparo
- 1920 Cantemos al Señor
- 1920 La Última Cena
- 1921 Cristo de la Expiración
- 1923 Reina del Carmelo
- 1924 Santa Teresa de Jesús
- 1947 Virgen del Valle
- 1949 Amargura
- 1956 Cristo del Cachorro
- 1956 Virgen de la Misericordia
- 1963 Santa María de la Paz
- Himno de la Armada Española - (Himno de la Escuela Naval) - tekst: José María Pemán
- Prendimiento

### Kamermuziek
- 1925 Improvisaciones Españolas
  1. Preludio
  2. La Nana
  3. Serrana
  4. Jotica